# Agenzia delle entrate-Riscossione
L'Agenzia delle entrate-Riscossione è un ente pubblico economico italiano che svolge l'attività di agente della riscossione su tutto il territorio nazionale. Il direttore è il medesimo dell'Agenzia delle entrate.
L'ente, istituito ai sensi dell’articolo 1 del decreto-legge 22 ottobre 2016, n. 193, convertito con modificazioni dalla legge 1º dicembre 2016, n. 225, è sottoposto all’indirizzo e alla vigilanza del ministro dell'economia e delle finanze ed è un ente strumentale dell'Agenzia delle entrate.
L'Agenzia delle entrate-Riscossione è subentrata, a titolo universale, nei rapporti giuridici attivi e passivi delle società del Gruppo Equitalia, sciolte a decorrere dal 1º luglio 2017 (a eccezione di Equitalia Giustizia, che ora è posseduta dal Ministero dell'economia e delle finanze).
La legge di bilancio 2022 modifica la "governance" dell'ente le cui funzioni di indirizzo e controllo vengono sostanzialmente portate in capo all'Agenzia delle entrate: il direttore è il medesimo e il comitato di gestione è formato da dirigenti dell'Agenzia delle entrate. Questo ai fini di una progressiva integrazione delle due agenzie finalizzata a semplificare il sistema fiscale italiano.